# Johann Heinrich van Ess
Johann Heinrich van Ess, più noto con il nome religioso di Leander (Warburg, 15 febbraio 1772 – Affolterbach, 13 ottobre 1847), è stato un teologo e biblista tedesco.

## Biografia
Studiò presso il ginnasio domenicano della sua città natale e nel 1790 entrò, come novizio, nell'abbazia benedettina di Marienmunster, nel vescovado di Paderborn. Fu sacerdote a Schwalenberg dal 1799 al 1821, dopodiché divenne professore straordinario di teologia e direttore congiunto del seminario degli insegnanti a Marburgo. Nel 1818 conseguì il dottorato di teologia e di diritto canonico.
Nel 1807, in collaborazione con suo cugino Karl van Ess, pubblicò una traduzione in tedesco del Nuovo Testamento e nel 1808 una difesa delle sue opinioni, intitolata Auszuge aus den heiligen Vdtern und anderen Lehrern der katholischen Kirche uber das nothwendige und nutzlicke Bibellesen. Un'edizione migliorata di questo trattato fu pubblicata nel 1816, con il titolo di Gedanken der Bibel und Bibellehre, e nello stesso anno apparse Was war die Bibel den ersten Christen?. Nel 1822 pubblicò la prima parte in tedesco dell'Antico Testamento, che fu completata nel 1836.
Nel 1822 si dimise dai suoi uffici a Marburgo per dedicarsi interamente alla difesa delle sue opinioni sulla lettura della Bibbia da parte del popolo e per sforzarsi di promuovere la circolazione delle Scritture. Fu associato prima alla Catholic Bible Society of Regensburg e poi alla British and Foreign Bible Society. Morì ad Affolterbach nell'Odenwald.